# Chrysichthys helicophagus
Chrysichthys helicophagus és una espècie de peix de la família dels claroteids i de l'ordre dels siluriformes.

## Morfologia
Els mascles poden assolir els 18 cm de llargària total.

## Alimentació
Menja principalment caragols.

## Distribució geogràfica
Es troba a Àfrica: riu Congo.